# Света Троица (Крушовица)
„Света Троица“ е православен храм в оряховското село Крушовица, България, част от Врачанската епархия на Българската патриаршия.

## История
Пред създаването на Княжество България в 1878 година в двора на сегашната църква има постройка с две стаи, която служи за църква, училище и читалище и която е съборена в 1932 година. Църквата  „Света Троица” е строена със средства от жителите на селото от 1891 година до 1896 година при кметуването на Ценкол Ценколов. Камбаната е излята на място. Строители на църквата са майсторите Дено и Къно Денови от Трявна, а иконописта и дърворезбата в храма са дело на дебърските майстори Велко Илиев и Мирон Илиев.
В 1939 година е построен нов църковен дом. По време на атеистичния комунистически режим в страната църквата е затворена. В 2005 година след ремонт храмът е преосветен от митрополит Калиник Врачански, но в 2007 година е затворен, тъй като е сметнат за опасен. В 2015 година църквата пострадва от големите наводнения в района и покривът ѝ пада. На 15 май 2022 година ремонтираният храм е преосветен от митрополит Григорий Врачански.
- Икони